# Ànec bru
L'ànec bru (Anas fulvigula) és una espècie d'ocell de la família dels anàtids (Anatidae) que habita aiguamolls, zones costaneres i estanys des de Texas i sud de Louisiana, cap al sud, fins a Tamaulipas, també a Florida, sud-est de Colorado, oest de Kansas i Oklahoma.